# Districtul Teniet El Abed
Teniet El Abed este un district din provincia Batna, Algeria.